# Verge (ユニット)
Verge（ヴァージ）は、日本のダンスボーカルユニットである。

## メンバー
- 山本夢（兵庫県出身、9月3日生まれ）（結成時 - ）
- 北村静香（新潟県南魚沼市[2]出身、2月17日生まれ）（結成時 - ）

## 来歴
- 2011年、ダンスボーカルユニットC-ZONEのメンバーとして活動していた山本夢と北村静香の二人が、所属事務所非公認で結成し活動を始める。[3]当初は現在のような「和」をモチーフにした装いではなく、楽曲もアニメソングのカバーを中心に歌っていた。[4]
- メンバー自身の直談判によって、2012年よりかつてC-ZONEをプロデュースしていた浅野ケンをプロデューサーに起用。同氏により「オリエンタル・シンフォニック・ロック」というコンセプトが与えられ現在の基盤が作られた。[5]
- 同年4月より専門学校東京スクール・オブ・ビジネスマスコミ広報学科の学生が、ユニオンミュージックジャパンとの産学協同授業の一環として制作に参加する。
- 2013年2月8日、シングル『誓 - pledge -』でCDデビュー。同時に配信限定でリリースされた楽曲「閃火 - Burn up -」が注目を集め、同年7月よりTBS系『内村とザワつく夜』のエンディングテーマに起用された。これを受けて同年9月6日、2ndシングルとして『閃火 - Burn up -』が緊急CD化された。[3]
- 2014年2月7日、1stアルバム『鏡花水月』をリリース。同2月24日、浅草KURAWOODにて初のワンマンライブが行われた。
- 同年8月3日には公式ブログで活動休止が発表された。これはメンバーの療養を第一に考え、Vergeとしての活動を休止し、できる範囲で個別活動する運びとなり、活動再開の目処が立っていないという。

## 概要
- 作詞は主に北村静香が担当し、振り付けは主に山本夢が担当している。[5]
- 1stアルバム『鏡花水月』には山本夢、北村静香それぞれが作曲した楽曲も収録されている。
- 80年代に東洋的なサウンドで魅了したバンド135の梶原茂人とはチャリティ活動を通じて交流があり楽曲提供も受けている。
- 楽曲名は全て漢字と英語の組み合わせで名付けられている。

## サポートミュージシャン
- 浅野ケン：プロデュース/作曲/編曲/ギター/プログラミング
- 和田春：作曲/編曲/キーボード/プログラミング
- 2Z：ドラム
- 610：ベース
- 成田浩一郎：ギター

## ディスコグラフィー

### シングル
1. 誓 - pledge -（2013年2月8日）
  1. 誓 - pledge -
  2. 花風 - wistful days -
2. 閃火 - Burn up -（2013年9月6日）
  1. 閃光 - Burn up -（TBS系『内村とザワつく夜』エンディングテーマ）
  2. 絆 - FATE -

### 配信限定シングル
1. 閃火 - Burn up -（2013年2月6日）
  1. 閃光 - Burn up -
  2. 絆 - FATE -
  3. 悠遠 - everlasting -

### アルバム
1. 鏡花水月（2014年2月7日）
  1. 玲瓏 - resonance -
  2. 彷徨 - rover -
  3. 傀儡 - secretive -
  4. 黎明 - transgress -
  5. 祈 - entreaty -
  6. 誓 - pledge - (version 2.0.2)
  7. 不佞 - ignorance -
  8. 閃火 - burn up - (version 2.0.3)
  9. 悠遠 - everlasting -